# Moje lesbijskie doświadczenia w walce z samotnością
Moje lesbijskie doświadczenia w walce z samotnością (jap. さびしすぎてレズ風俗に行きましたレポ Sabishisugite rezu fūzoku ni ikimashita repo) – autobiograficzna manga autorstwa Kabi Nagaty. Pierwotnie była publikowana w serwisie Pixiv. Później została wydana w pojedynczym tankōbonie, który ukazał się w czerwcu 2016 nakładem wydawnictwa East Press. W Polsce manga została wydana przez Studio JG.
Manga została dobrze przyjęta przez krytyków, a także znalazła się na kilku listach najlepszych komiksów roku, w tym na corocznej liście Kono manga ga sugoi!

## Fabuła
Manga jest autobiografią Kabi Nagaty, która opisuje około dziesięciu lat z jej życia. Po ukończeniu szkoły średniej, główna bohaterka zaczyna borykać się z głęboką depresją, co powoduje, że nie może dalej kontynuować pracy, nie czuje się swobodnie w swoim własnym domu i zmaga się z zaburzeniami odżywiania. Czując stagnację w swoim życiu, bohaterka czuje potrzebę znalezienia kogoś, kogo mogłaby objąć. W rezultacie zbiera się na odwagę i udaje się do lesbijskiego domu publicznego.

## Powstanie i publikacja
Manga została napisana i narysowana przez Kabi Nagatę, a ilustracje zostały wykonane w dwutonowej palecie kolorów. Nagata przyznała, że nie waha się ujawniać swojego prywatnego życia w celu stworzenia interesującej treści do mangi, mimo że jest bardziej powściągliwa w rozmowach z ludźmi osobiście. Zdecydowała się na to, ponieważ po zostaniu mangaką nie miała pracy i myślała, że jedynym sposobem na stworzenie czegoś interesującego, co pomogłoby jej zarobić na życie, jest oparcie swojej twórczości na własnych doświadczeniach. Proces pisania polegał na zapisywaniu rzeczy, które jej się przytrafiły, oraz towarzyszących jej wtedy uczuć, w formie wypunktowanej listy, a następnie uporządkowaniu elementów w celu stworzenia narracji. Pisząc, starała się nie umniejszać ani nie gloryfikować siebie, aby nie wywoływać zbyt negatywnych uczuć i nie sprawiać, że czytelnicy nie będą w stanie utożsamić się z historią. Autorka powiedziała również, że są pewne rzeczy, których nie mogła poruszyć w mandze, a które chciałaby wykorzystać w przyszłych pracach.
Nagata pierwotnie opublikowała mangę w serwisie Pixiv. Później została ona wydana w jednym tankōbonie, który ukazał się 17 czerwca 2016 nakładem wydawnictwa East Press. Wersja ta zawiera dodatkowe strony, a także ma zmienioną kreskę. W Polsce prawa do jej dystrybucji nabyło Studio JG.
Dwutomowy sequel, zatytułowany Dziennik pisany do samej siebie, został wydany w Japonii przez wydawnictwo Shōgakukan. Pierwszy tom ukazał się 10 grudnia 2016, drugi zaś 9 lutego 2018. W Polsce wydanie mangi w jednym tomie zbiorczym zapowiedziało Studio JG, o czym poinformowano 5 stycznia 2023, premiera zaś odbyła się 9 sierpnia.
Kolejna manga, zatytułowana Genjitsu tōhi shitetara boroboro ni natta hanashi, została wydana w Japonii 7 listopada 2019.

## Odbiór
Manga została dobrze przyjęta przez krytyków. W poradniku Kono manga ga sugoi! (edycja 2017 roku) została uznana za najlepszy tytuł w kategorii dla kobiet. Zajęła również pierwsze miejsce w konkursie The Anime Awards 2017 w kategorii „manga roku”. Zarówno magazyn Publishers Weekly, jak i serwis Amazon wymieniły ją jako jeden z najlepszych komiksów 2017 roku. W 2018 roku publikacja zdobyła nagrodę Harveya w kategorii „najlepsza manga”.
Redakcja japońskiej gazety Fukui Shimbun polubiła mangę i stwierdziła, że myśli Nagaty pozostały z nimi po skończeniu lektury. Podobne odczucia mieli redaktorzy portalu Natalie, którzy nazwali ją zapierającym dech w piersiach esejem. Ana Valens z The Mary Sue wymieniła ją jako tytuł, który wychodzi naprzeciw fantazjom obecnych w dziełach yuri, skupiając się na realistycznej emocjonalnej i psychicznej dynamice w związkach lesbijskich. Dodała również, że wydarzenia prowadzące do spotkania Nagaty z prostytutką rzucają nowe światło na to, jak możemy myśleć o yuri. Heidi MacDonald z The Beat nazwała mangę nieodpartym pamiętnikiem, idealnym dla młodych czytelników, którzy również zmagają się z kwestiami tożsamości i akceptacji, z kolei Mey Valdivia Rude z Autostraddle okrzyknęła ją najlepszą książką, jaką czytała przez cały rok, chwaląc surowość i szczerość Nagaty.
Według cotygodniowej listy przebojów sprzedaży powieści graficznych Nielsen BookScan, Moje lesbijskie doświadczenia w walce z samotnością stały się drugim najlepiej sprzedającym się komiksem w pierwszym tygodniu po debiucie w Ameryce Północnej.